# Queer (Film)
Queer ist ein Filmdrama von Luca Guadagnino. Der Film basiert auf dem halbautobiografischen Roman Queer von William S. Burroughs. Der Brite Daniel Craig spielt in der Hauptrolle das Alter Ego des schwulen US-amerikanischen Autors. Der Film feierte Anfang September 2024 bei den Internationalen Filmfestspielen von Venedig seine Premiere, wo er im Wettbewerb um den Goldenen Löwen gezeigt wurde. Der Kinostart in den USA erfolgte Ende November 2024, in Deutschland Anfang Januar 2025.

## Handlung
Der US-Amerikaner William Lee ist zu Beginn der 1950er Jahre nach einer Drogenrazzia in New Orleans nach Mexiko-Stadt geflüchtet, um das Leben zu genießen und ungestraft seiner Drogensucht nachgehen zu können. Er hat Geld von seiner Familie und ist daher finanziell unabhängig. Die Queer-Szene und die Cantinas in der Stadt sind für Lee eine Art Paradies. Meist ist er in weißen Leinenanzügen, einem Fedora und einer Brille unterwegs.
Eines Abends macht er bei einem Hahnenkampf die Bekanntschaft des Ex-Soldaten Eugene Allerton, in den er sich verliebt. Sie schlafen auch miteinander, doch Eugene lässt sich von Lee für alle Gefälligkeiten in ihrer komplizierten Beziehung bezahlen.
Gemeinsam begeben sich Lee und Eugene nach Südamerika, um nach Yage zu suchen, einer Pflanze, die in den Dschungeln Ecuadors wächst. Sie besuchen Dr. Cotter, eine US-amerikanische Botanikerin, die dort lebt.

## Literarische Vorlage

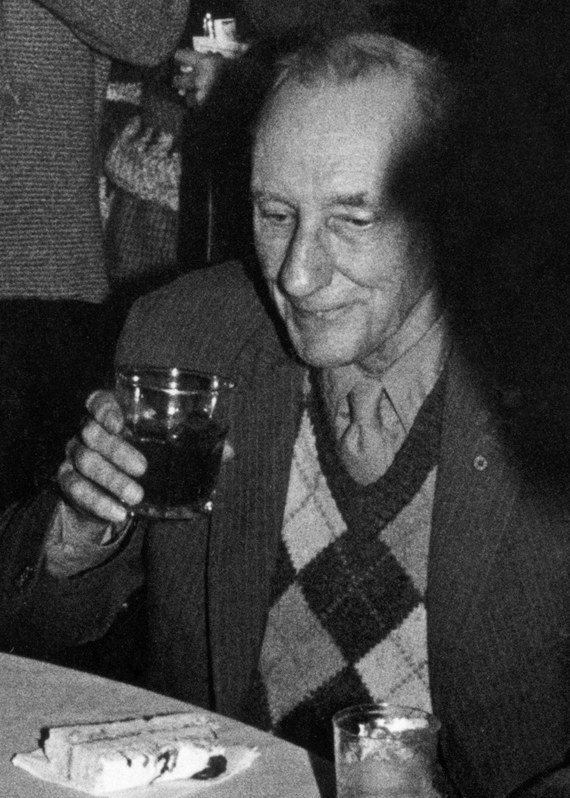
Queer basiert auf dem gleichnamigen Roman von William S. Burroughs

Bei Queer handelt es sich um eine Verfilmung des gleichnamigen Romans von William S. Burroughs. Es ist die einzige realistische Liebesgeschichte des Hauptvertreters der sogenannten Beat Generation, einer Richtung der US-amerikanischen Literatur nach dem Zweiten Weltkrieg in den 1950er Jahren, zu deren Mitbegründern auch Jack Kerouac und Allen Ginsberg gehörten. Burroughs verfasste das Buch bereits zwischen 1951 und 1953, veröffentlicht wurde es aber erst 1985. Es handelt sich bei Queer um die Fortsetzung seines Romans Junkie von 1953.
Im Mittelpunkt der Handlung steht der US-Amerikaner Lee, der sich in Mexiko-Stadt mit Teilzeitjobs herumschlägt und sich unglücklich in den Ex-Soldaten Allerton verliebt. Die Figur Eugene ist an Adelbert Lewis Marker angelehnt, ein US-Soldat, den Burroughs in Mexiko-Stadt kennenlernte. Der homosexuelle Burroughs hatte seine sexuelle Orientierung bis ins Erwachsenenalter vor seiner Umgebung verborgen.
Den in Burroughs’ Werken vorkommenden Drogentrips liegen persönliche Erfahrungen des Autors zugrunde. Der morphinsüchtige Schriftsteller hatte sich in den 1950er Jahren in Südamerika auf die Suche nach dem halluzinogenen Trank begeben, später bekannt als Ayahuasca, ein Sud aus einer Lianenart und dem Kaffeestrauch Psychotria viridis.

## Produktion

### Regie, Drehbuch und Besetzung
Regie führt Luca Guadagnino. Auch bei seinen Filmen Call Me by Your Name und Suspiria handelte es sich um Literaturverfilmungen. Burroughs’ Roman wurde von Justin Kuritzkes für den Film adaptiert, mit dem Guadagnino bereits für die Tragikomödie Challengers – Rivalen zusammengearbeitet hatte, die im April 2024 in die Kinos kam.

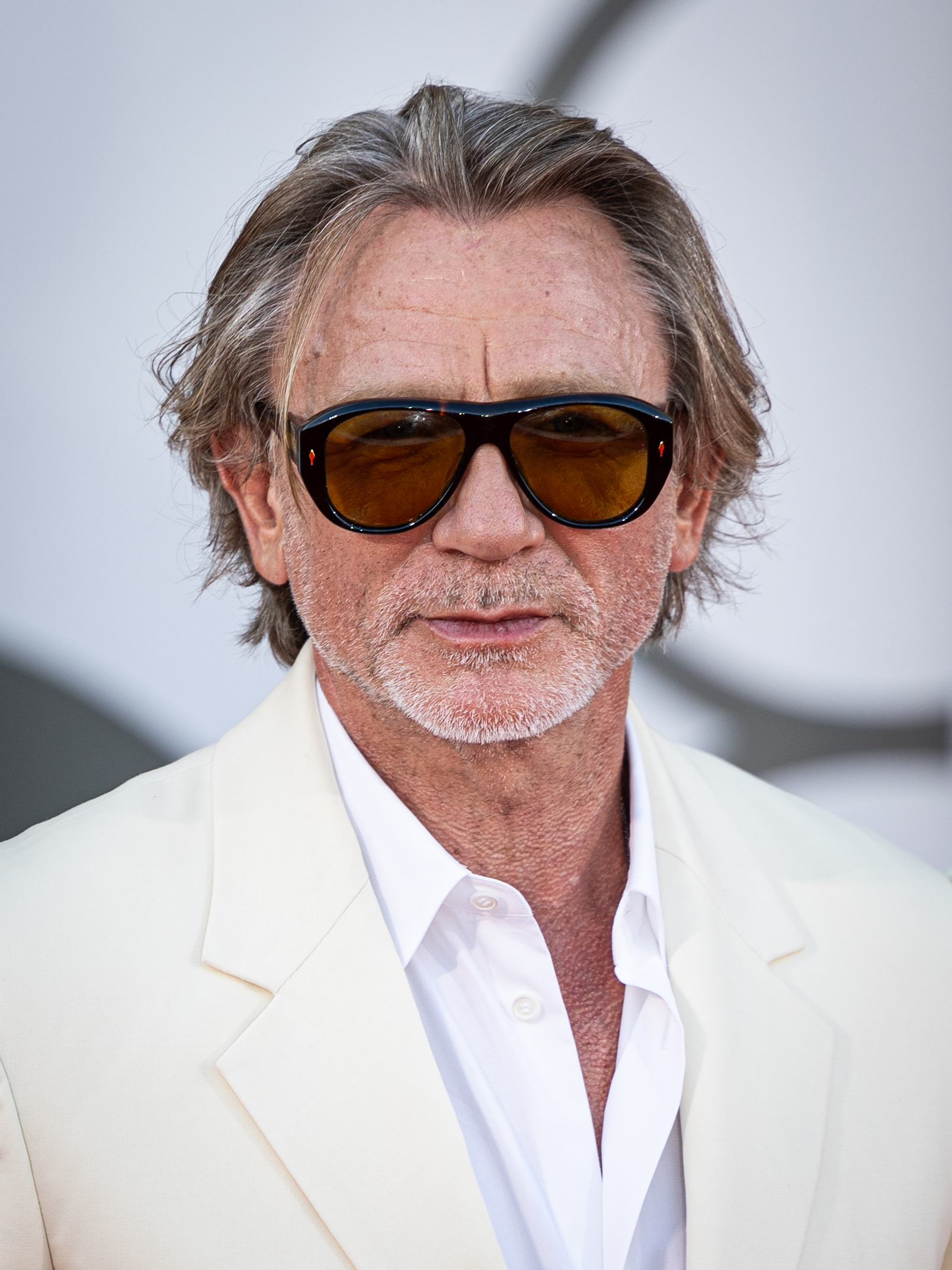
Daniel Craig spielt Lee, das Alter Ego von Burroughs

Queer ist in drei Kapitel und einen Epilog unterteilt. Das zweite Kapitel ist mit „Reisegefährten“ überschrieben,  das dritte mit „Botanikerin im Dschungel“.
Der Brite Daniel Craig spielt in der Hauptrolle William Lee, das Alter Ego des renommierten Autors. Es ist für den Schauspieler bereits die dritte queere Figur, die er verkörpert. In Glass Onion: A Knives Out Mystery, der Fortsetzung seines Krimi-Überraschungshits Knives Out, outet sich die Hauptfigur Benoit Blanc als schwul. und in der fiktiven Biografie des Malers Francis Bacon Love is the Devil verkörpert er dessen Liebhaber George Dyer. Eine weitere Hauptrolle übernahm Drew Starkey, der den Marinesoldaten Eugene Allerton spielt, in den sich Lee verliebt. Andra Ursuta, die in Queer als Filmschauspielerin debütiert, spielt eine Freundin von Eugene. Der Popstar Omar Apollo ist in der Rolle eines jungen Mexikaners zu sehen, den Lee aufreißt. Die Britin Lesley Manville spielt Dr. Cotter, eine US-amerikanische Botanikerin, die Lee und Eugene zusammen im Dschungel besuchen. Henry Zaga spielt Winston Moor. In weiteren Rollen sind Jason Schwartzman und Drew Droege zu sehen. Sie spielen Joe und Dumé, mit denen Lee in der Schwulenbar „Ship Ahoy“ abhängt. Das Casting übernahm Jessica Ronane.

### Synchronisation
Die deutsche Synchronisation entstand nach einem Dialogbuch und der Dialogregie von Marc Boettcher im Auftrag der Cinephon Filmproduktions GmbH in Berlin.

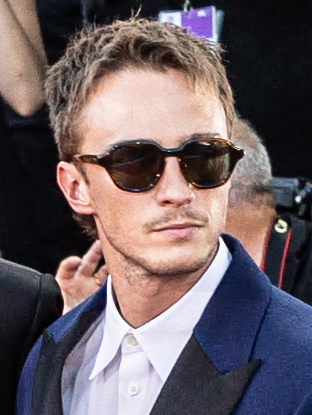
Drew Starkey spielt Eugene

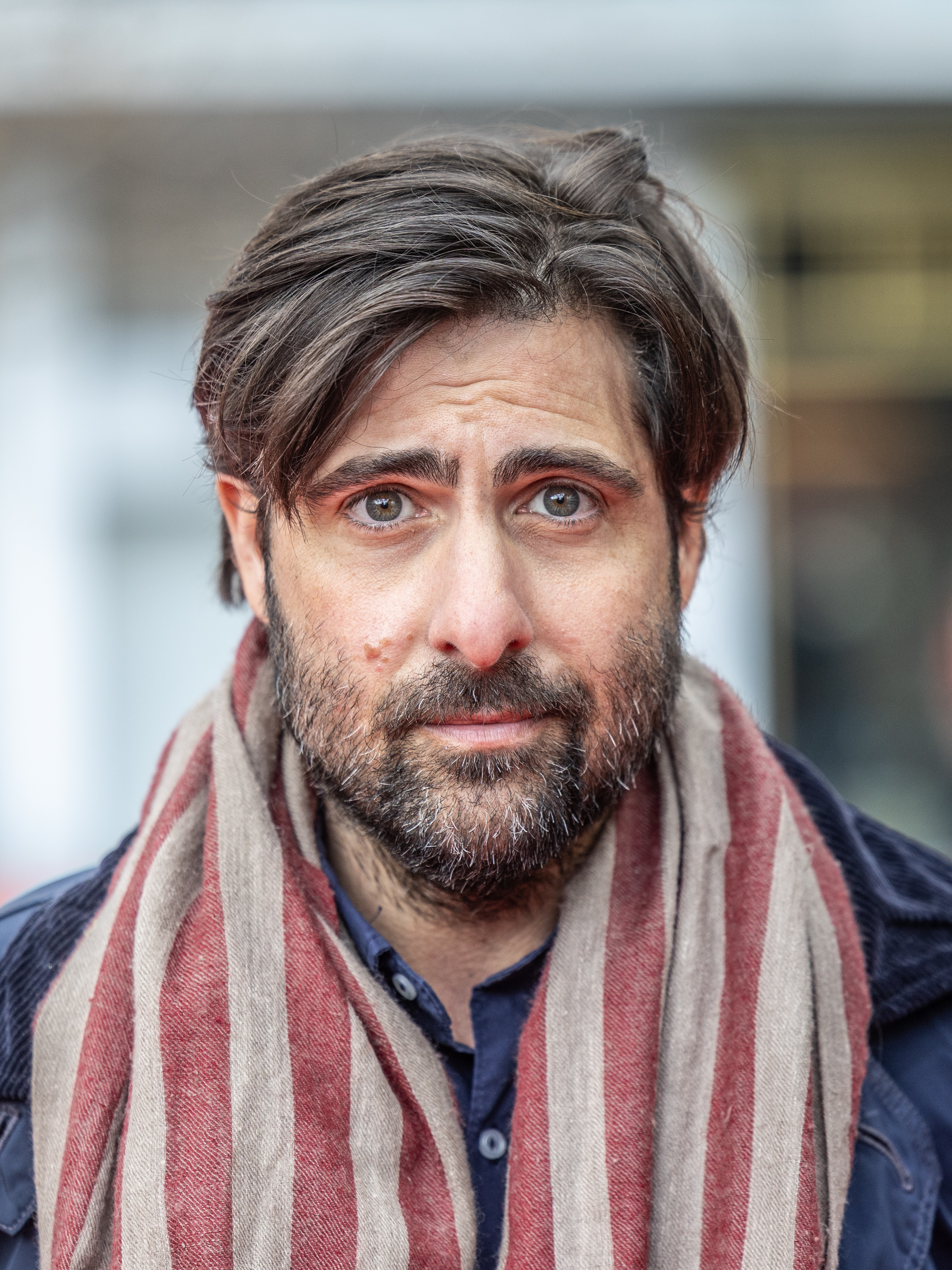
Jason Schwartzman spielt Joe Guidry

| Darsteller                 | Synchronsprecher          | Rolle           |
| -------------------------- | ------------------------- | --------------- |
| Daniel Craig               | Dietmar Wunder            | William Lee     |
| Drew Starkey               | Jannik Endemann           | Eugene Allerton |
| Jason Schwartzman          | Norman Matt               | Joe Guidry      |
| Lesley Manville            | Christin Marquitan        | Dr. Cotter      |
| Drew Droege                | Sven Fechner              | John Dumé       |
| Ariel Schulman             | Michael Ernst             | Tom Weston      |
| Henrique Zaga              | Oliver Bender             | Winston Moor    |
| Andra Ursuta               | Ilka Willner              | Mary            |
| Andrés Duprat              | Cristián Lehmann Carrasco | Dr. Hernández   |
| Michaël Borremans          | Thomas Schmuckert         | Doktor          |
| Daan de Wit                | Moritz Lehmann            | Carl Steinberg  |
| David Lowery               | Jan Andreesen             | Jim Cochan      |
| Juan Domingo Sandoval Puga | Werner Böhnke             | Ladenbesitzer   |
| Lisandro Alonso            | Nicolas Böll              | Mr. Cotter      |
| Gilberto Barraza           | Joachim Kretzer           | Taxifahrer      |

### Kostüme, Szenenbild und Dreharbeiten
Die Kostüme entwarf der irische Star-Designer Jonathan Anderson mit dem Guadagnino bereits für Challengers – Rivalen zusammenarbeitete.
Das Szenenbild gestaltete Stefano Baisi, der bei Queer seine erste Arbeit im Filmbereich ablieferte. Die Straßen, Bars und Hotelzimmer in Mexiko-Stadt seien detailgenau in den 1950er Jahren verortet, wirkten aber doch kulissenhaft, so Jens Hinrichsen vom Filmdienst in seiner Kritik. Er vergleicht es mit den Sets in Rainer Werner Fassbinders letztem Film Querelle aus dem Jahr 1982.
Die Dreharbeiten wurden im Mai 2023 in den Filmstudios Cinecittà in Rom begonnen. Dort baute man die mexikanische Hauptstadt nach. Im Juni 2023 wurden die Dreharbeiten beendet. Der thailändische Kameramann Sayombhu Mukdeeprom war bereits für Guadagninos Filme Call Me by Your Name und Challengers – Rivalen tätig. Der visuelle Gesamteindruck erinnert Hinrichsen an den Stil des US-amerikanischen Malers Edward Hopper. Dessen in kühler Farbgebung gehaltene realistische Bilder weisen auf die Einsamkeit des modernen Menschen und Leere des modernen Lebens hin.

### Filmschnitt, Filmmusik und Soundtrack-Album

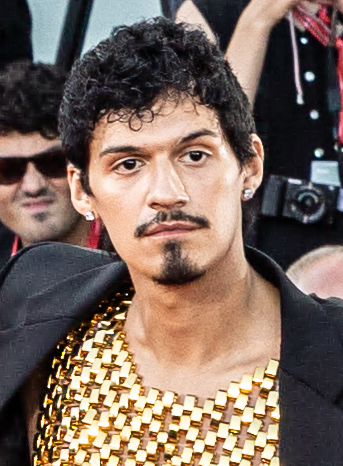
Popsänger Omar Apollo spielt einen jungen Mexikaner

Mit Filmeditor Marco Costa arbeitete Guadagnino bereits für Bones and All und auch für Challengers – Rivalen zusammen.
Die Filmmusik komponierten Trent Reznor und Atticus Ross, mit denen Guadagnino ebenfalls bereits für diese beiden Filme zusammenarbeitete. Ende November 2024 wurde von Warner Records der Song Te Maldigo veröffentlicht, der vom Film inspiriert ist und von Reznor und Ross produziert wurde. Gesungen wird er von Singer-Songwriter und Grammy-Gewinner Omar Apollo, der in Queer einen jungen Mexikaner spielt. Er schrieb das Liebeslied gemeinsam mit Reznor und Ross in spanischer Sprache. Der Titel bedeutet übersetzt ungefähr „Ich verfluche dich“. Ende November 2024 wurde ein Musikvideo zu  Te Maldigo veröffentlicht, bei dem Guadagnino ebenfalls Regie führte und in dem Apollo in seiner Rolle im Film zu sehen ist. Das Soundtrack-Album mit insgesamt 16 Musikstücken wird am 6. Dezember 2024 von Milan Records als Download veröffentlicht. Darauf enthalten ist auch das Lied Vaster Than Empires von Reznor und Ross, dessen Text von William S. Burroughs’ Memoiren inspiriert ist und von den Komponisten gemeinsam mit dem Brasilianer Caetano Veloso gesungen wird.
In Queer wird zudem anachronistische Musik verwendet, unter anderem von Prince und New Order. Die Szene, in der sich Lee und Eugene zum ersten Mal begegnen, ist mit Come as You Are von Nirvana unterlegt, einem bekannten Vertreter des Rockmusikgenres Grunge.

### Marketing, Veröffentlichung und Schnittfassungen
Der Film feierte am 3. September 2024 bei den Internationalen Filmfestspielen von Venedig seine Premiere. Insgesamt wurden dort drei Schnittfassungen mit einer Lauflänge von jeweils 200, 150 und 135 Minuten eingereicht. Die in Venedig gezeigte finale Fassung ist die kürzeste. Alberto Barbera, Leiter des Filmfestivals, bedauerte dies. Ebenfalls im September 2024 wurde Queer beim Toronto International Film Festival gezeigt. Im Oktober 2024 wird der Film beim London Film Festival, beim Zurich Film Festival und beim New York Film Festival vorgestellt. Der erste Trailer wurde Ende Oktober 2024 veröffentlicht. Die Veröffentlichungsrechte für den US-amerikanischen Raum sicherte sich der Verleih A24. In Deutschland und Österreich liegen sie beim Streaminganbieter Mubi. Am 27. November 2024 kam der Film in ausgewählte US-Kinos. Der Kinostart in Deutschland war am 2. Januar 2025. Ende Juni 2025 sind Vorstellungen beim Filmfest München geplant.

### Verbot in Istanbul
Die Bezirksvorsteher des Istanbuler Stadtteils Kadiköy, eingesetzt von der Zentralregierung von Präsidenten Recep Tayyip Erdoğan, verbot die geplante Vorführung im Rahmen eines viertägigen Filmfestivals wegen „provokativen Inhalts“ und der „Gefährdung des gesellschaftlichen Friedens“. Die konservativ-islamische Regierung attackiert Menschen, die der Heteronormativität nicht entsprechen, regelmäßig verbal und stärkt bewusst Homophobie. Das Filmfestival wurde abgesagt.

## Rezeption

### Altersfreigabe und Kritiken
In den USA erhielt der Film ein R-Rating, was einer Freigabe ab 17 Jahren entspricht. In Deutschland wurde der Film von der FSK ab 16 Jahren freigegeben.
Von den bei Rotten Tomatoes aufgeführten Kritiken sind 77 Prozent positiv. Bei Metacritic erhielt der Film einen Metascore von 72 von 100 möglichen Punkten.

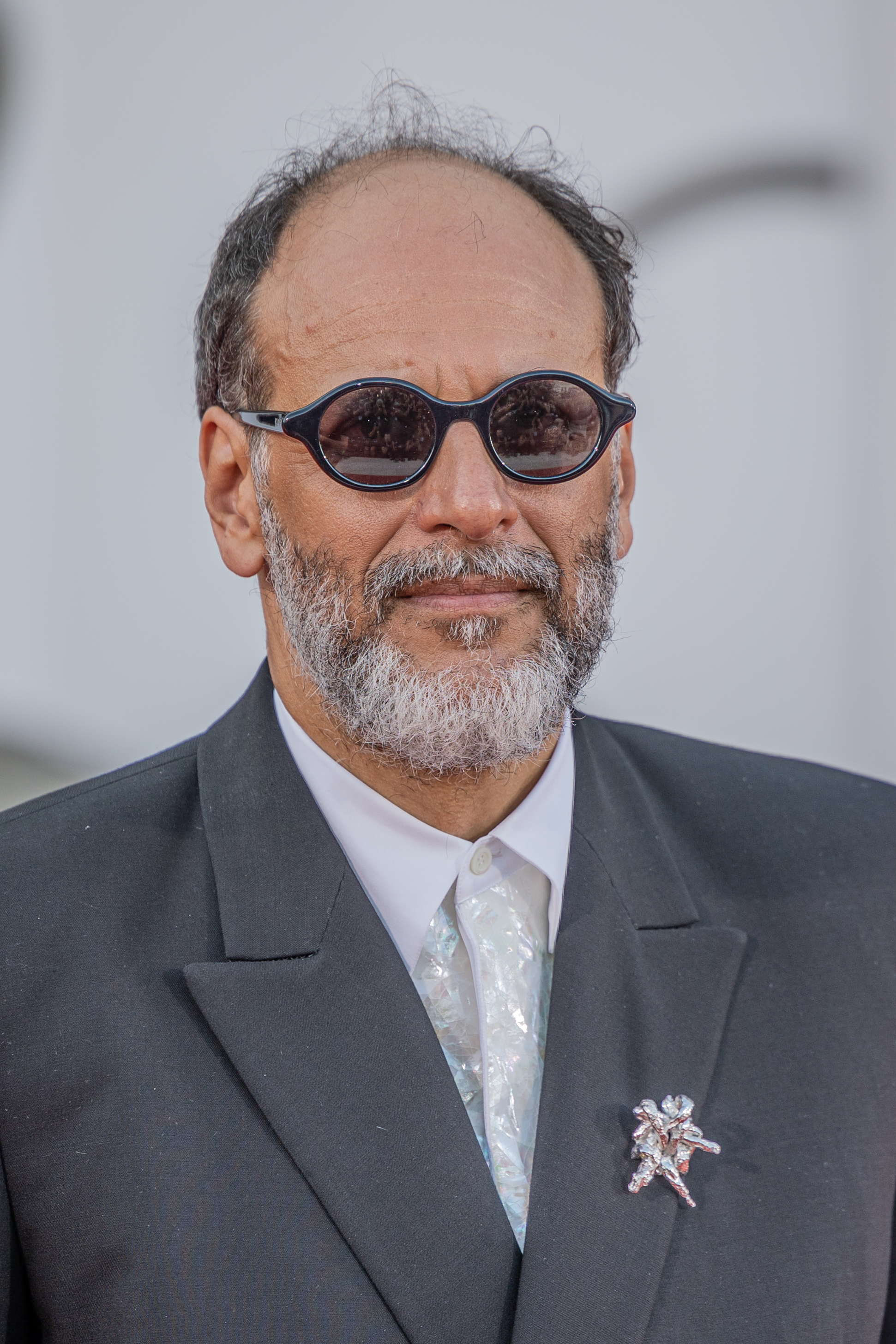
Regisseur Luca Guadagnino

Owen Gleiberman von Variety schreibt in seiner Kritik, Luca Guadagnino habe bei der Adaption von William S. Burroughs‘ Roman einen großartigen Job gemacht. Er lasse den Zuschauer in seinem Film in die zwielichtigen Ecken von Mexiko-Stadt eintauchen, die an die verschlafene Grenzstadt aus Orson Welles‘ Im Zeichen des Bösen erinnere. Im weiteren Verlauf, wenn sich Lee und Eugene auf den Weg nach Südamerika machen, verwandele Guadagnino Queer in eine Roadtrip-Komödie. Besonders hebt Gleiberman die letzte Einstellung des Films hervor, die er als atemberaubend beschreibt.
Christoph Petersen schreibt in seiner Kritik für Filmstarts, das historische Mexiko-Stadt, das Guadagnino zeigt, wirke, als sei der Ort komplett aus der Zeit gefallen. In den Stadtpanoramen, bei der Luftaufnahme einer Autobahn oder beim Abheben eines Flugzeugs verfestige sich sogar der Eindruck, es hier teilweise mit abgefilmten Modellbauten zu tun zu haben. Vor allem im letzten Drittel drifte der Film so sehr ins Surreale ab, dass man sich eher an die Filme von David Lynch wie Mulholland Drive oder von Ari Aster wie Beau Is Afraid erinnert fühle. Im Gegensatz zu Guadagninos Call Me by Your Name sei Queer ein zunächst schweißnass-alkoholisierter und schließlich drogeninduziert-surrealer Trip, der vor allem intellektuell und ästhetisch stimuliert, aber nur in einigen besonders süßen Szenen auch tiefergehend berührt. Auch wenn der Film das Publikum sicherlich spalten werde, liefere Daniel Craig in der Rolle des hoffnungslos Verliebten die vielleicht beste Performance seiner Karriere ab.
Jens Hinrichsen vom Filmdienst hebt in seiner Kritik das zwischen Künstlichkeit und Realismus pendelnde Set-Design hervor, ebenso die luzide Fotografie von Sayombhu Mukdeeprom und die von Elektronik über Rock bis hin zu Pop und Indie reichende Musik von Trent Reznor und Atticus Ross. Zusammen mit den darstellerischen Leistungen, allen voran Craig als sehnsüchtiger und dem Alkohol und Heroin verfallener William Lee, schicke Queer das Publikum auf einen Kino-Trip erster Güte.
Axel Krämer beschreibt den Film in seiner Analyse auf queer.de als Teil eines größeren queeren Diskurses. Er sieht den Hauptdarsteller als Wiedergänger von Gustav Aschenbach aus Thomas Manns Der Tod in Venedig und erkennt in der Hahnenkampfszene eine Andeutung auf die erotische Verbindung zwischen reifen Männern und militärischen Rekruten, die in der Griechischen Antike Epheben genannt wurden.

### Auszeichnungen
AACTA International Awards 2025
- Nominierung als Bester Hauptdarsteller (Daniel Craig)[36]

Artios Awards 2025
- Nominierung für das Beste Casting in einem Filmdrama[37]

Critics’ Choice Movie Awards 2025
- Nominierung als Bester Hauptdarsteller (Daniel Craig)[38]

Dorian Awards 2025
- Nominierung als Bester LGBTQ-Film
- Nominierung für das Beste Drehbuch
- Nominierung für die Beste schauspielerische Leistung (Daniel Craig)[39]

Europäischer Filmpreis 2024
- Nominierung als Bester Darsteller (Daniel Craig)

Florida Film Critics Circle Awards 2024
- Auszeichnung für das Beste adaptierte Drehbuch (Justin Kuritzkes)
- Nominierung als Bester Schauspieler (Daniel Craig)[40]

GLAAD Media Awards 2025
- Nominierung als Bester Film[41]

Golden Globe Awards 2025
- Nominierung als Bester Hauptdarsteller – Drama (Daniel Craig)

Internationale Filmfestspiele von Venedig 2024
- Nominierung im Hauptwettbewerb um den Goldenen Löwen
- Nominierung für den Queer Lion[42]

National Board of Review Awards 2024
- Auszeichnung als Bester Hauptdarsteller (Daniel Craig)
- Aufnahme in die Top 10[43]

Satellite Awards 2025
- Nominierung als Bester Hauptdarsteller (Daniel Craig)[44]

Screen Actors Guild Awards 2025
- Nominierung als Bester Hauptdarsteller (Daniel Craig)[45]